# Brégy
Brégy est une commune française située dans le département de l'Oise, en région Hauts-de-France.

## Géographie

### Description

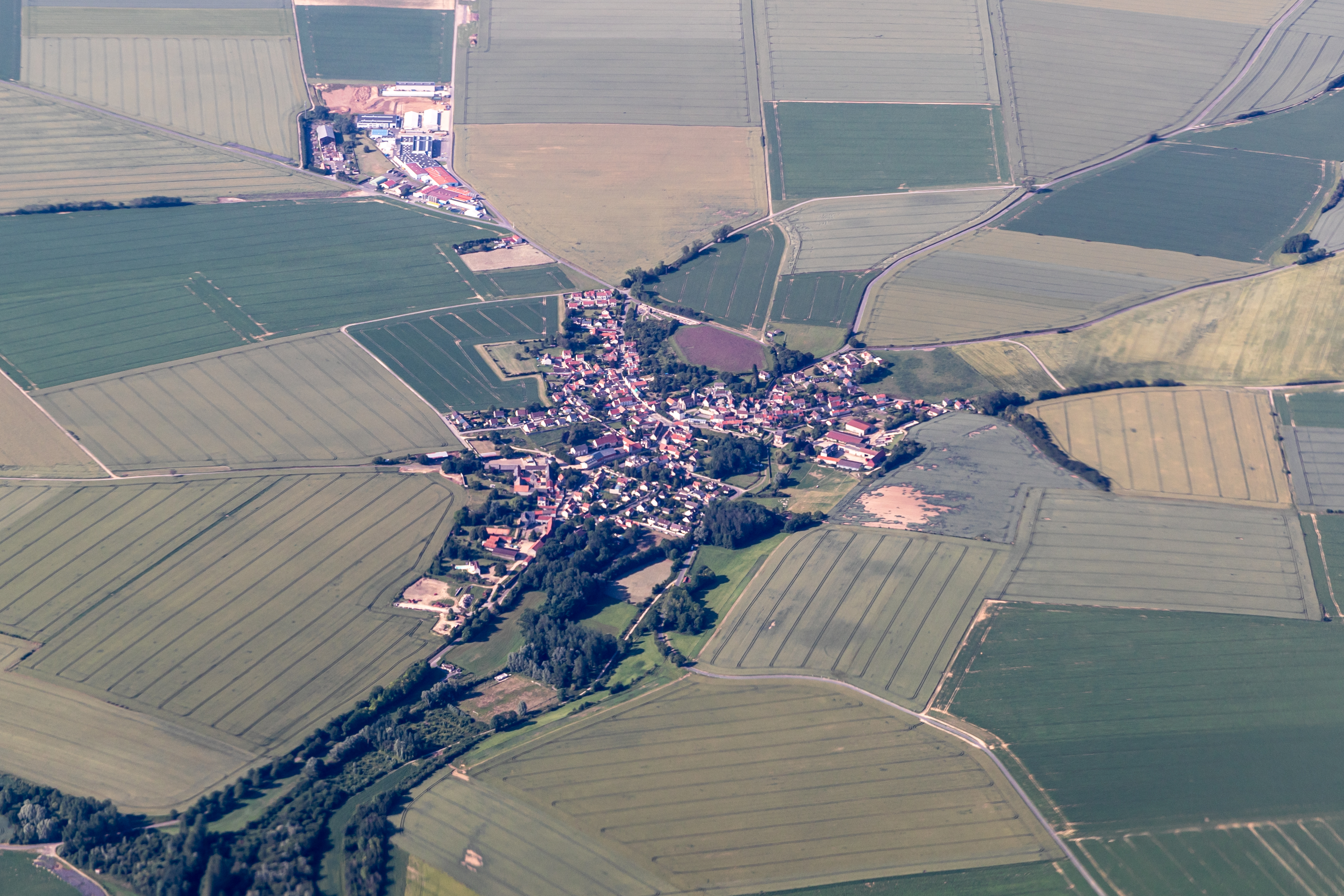
Vue aérienne de Brégy en 2019.

Brégy est un village périurbain picard du Valois / Multien  de l'Oise, limitrophe du département de la Seine-et-Marne situé à 15 km au nord de Meaux, 46 km au nord-est de Paris, 24 km au sud-est de Senlis, 16 km au sud de Crépy-en-Valois et à 87 km à l'ouest de Reims.
Il est aisément accessible depuis la route nationale 2.
Au XIXe siècle, Louis Graves indiquait que le territoire communal « constitue une vaste plaine, traversée vers la région méridionale par un vallon ».

### Communes limitrophes
| Chèvreville            |                              | Bouillancy              |
| Ognes                  | Brégy                        | Reez-Fosse-Martin       |
| Oissery Seine-et-Marne | Douy-la-Ramée Seine-et-Marne | Puisieux Seine-et-Marne |

### Hydrographie

#### Réseau hydrographique
La commune est située dans le bassin Seine-Normandie. Elle est drainée par le ru de Bregy et le ru d'Oissery,,.

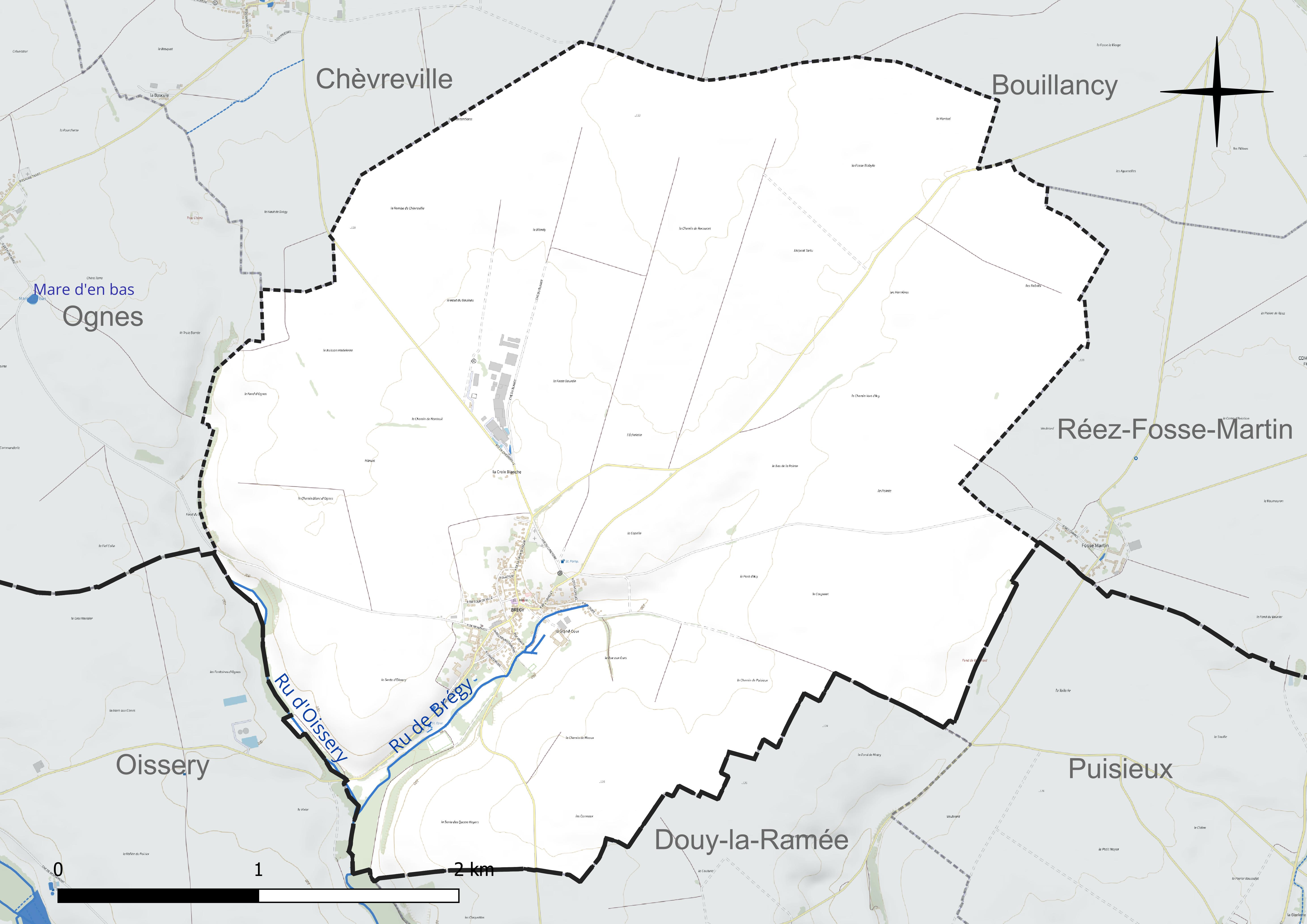
Réseau hydrographique de Brégy.

#### Gestion et qualité des eaux
Le territoire communal est couvert par le schéma d'aménagement et de gestion des eaux (SAGE) « Sensée ». Ce document de planification concerne un territoire de 1 110 km2 de superficie, délimité par le bassin versant de la Marne. Le périmètre a été arrêté le 30 novembre 2022 et le SAGE proprement dit est, en 2024, en cours d'élaboration. La structure porteuse de l'élaboration et de la mise en œuvre est le syndicat intercommunal d'assainissement de Marne-la-Vallée (SIAM).
La qualité des cours d'eau peut être consultée sur un site dédié géré par les agences de l'eau et l'Agence française pour la biodiversité.

### Climat
Pour des articles plus généraux, voir Climat des Hauts-de-France et Climat de l'Oise.
En 2010, le climat de la commune est de type climat océanique dégradé des plaines du Centre et du Nord, selon une étude du CNRS s'appuyant sur une série de données couvrant la période 1971-2000. En 2020, Météo-France publie une typologie des climats de la France métropolitaine dans laquelle la commune est exposée à un climat océanique altéré et est dans la région climatique Nord-est du bassin Parisien, caractérisée par un ensoleillement médiocre, une pluviométrie moyenne régulièrement répartie au cours de l'année et un hiver froid (3 °C).
Pour la période 1971-2000, la température annuelle moyenne est de 10,8 °C, avec une amplitude thermique annuelle de 14,9 °C. Le cumul annuel moyen de précipitations est de 718 mm, avec 11,2 jours de précipitations en janvier et 8,3 jours en juillet. Pour la période 1991-2020, la température moyenne annuelle observée sur la station météorologique la plus proche, située sur la commune du Plessis-Belleville à 8 km à vol d'oiseau, est de 11,4 °C et le cumul annuel moyen de précipitations est de 661,7 mm,. Pour l'avenir, les paramètres climatiques de la commune estimés pour 2050 selon différents scénarios d'émission de gaz à effet de serre sont consultables sur un site dédié publié par Météo-France en novembre 2022.

## Urbanisme

### Typologie
Au 1er janvier 2024, Brégy est catégorisée bourg rural, selon la nouvelle grille communale de densité à sept niveaux définie par l'Insee en 2022.
Elle est située hors unité urbaine. Par ailleurs la commune fait partie de l'aire d'attraction de Paris, dont elle est une commune de la couronne,.

### Occupation des sols
L'occupation des sols de la commune, telle qu'elle ressort de la base de données européenne d'occupation biophysique des sols Corine Land Cover (CLC), est marquée par l'importance des territoires agricoles (95 % en 2018), une proportion sensiblement équivalente à celle de 1990 (95,1 %). La répartition détaillée en 2018 est la suivante : 
terres arables (95 %), zones urbanisées (2,9 %), forêts (2,1 %). L'évolution de l'occupation des sols de la commune et de ses infrastructures peut être observée sur les différentes représentations cartographiques du territoire : la carte de Cassini (XVIIIe siècle), la carte d'état-major (1820-1866) et les cartes ou photos aériennes de l'IGN pour la période actuelle (1950 à aujourd'hui).

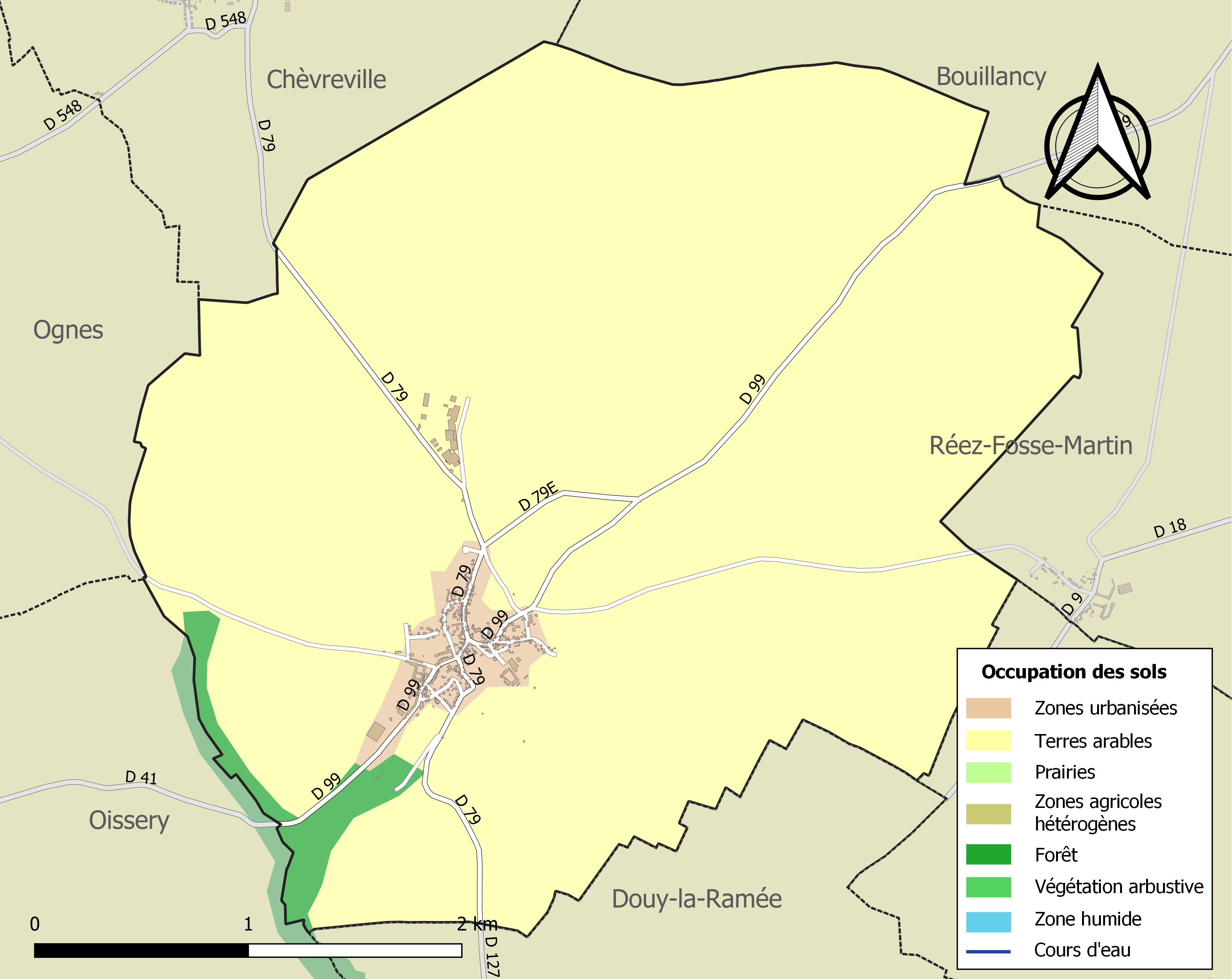
Carte des infrastructures et de l'occupation des sols de la commune en 2018 (CLC).

### Habitat et logement
En 2018, le nombre total de logements dans la commune était de 265, alors qu'il était de 243 en 2013 et de 236 en 2008.
Parmi ces logements, 92,3 % étaient des résidences principales, 1,5 % des résidences secondaires et 6,1 % des logements vacants. Ces logements étaient pour 90,4 % d'entre eux des maisons individuelles et pour 9,3 % des appartements.
Le tableau ci-dessous présente la typologie des logements à Brégy en 2018 en comparaison avec celle de l'Oise et de la France entière. Une caractéristique marquante du parc de logements est ainsi une proportion de résidences secondaires et logements occasionnels (1,5 %) inférieure à celle du département (2,5 %) mais supérieure à celle de la France entière (9,7 %). Concernant le statut d'occupation de ces logements, 72,9 % des habitants de la commune sont propriétaires de leur logement (70,3 % en 2013), contre 61,4 % pour l'Oise et 57,5 pour la France entière.
| Typologie                                               | Brégy | Oise | France entière |
| ------------------------------------------------------- | ----- | ---- | -------------- |
| Résidences principales (en %)                           | 92,3  | 90,4 | 82,1           |
| Résidences secondaires et logements occasionnels (en %) | 1,5   | 2,5  | 9,7            |
| Logements vacants (en %)                                | 6,1   | 7,1  | 8,2            |

### Voies de communication et transports
La commune est desservie, en 2023, par les lignes 6403, 6432 et 6496 du réseau interurbain de l'Oise.

## Toponymie
Le nom de la localité est attesté sous les formes domus de Brigiaco (1208) ; Bregiacum (1248) ; en la voie de bregi (1300) ; bregy en meulcien (1480) ; bregy (1496) ; Bregy en mulcien (1502) ; Bregy (1537) ; Bregy en Multien (1571) ; Saint-Pierre de Bregy (vers 1750) ; Saint-Germain de Bregy (vers 1750) ; Brégy en Mulcien (XIXe) ; Brégy (1840).

## Histoire
Sous l'Ancien Régime, Grégy disposait de deux églises paroissiales  Le curé de l'église Saint-Germain-de-Paris était nommé par l'évêque de Meaux alors que celui de la paroisse Saint-Pierre, plus importante, était nommé par l'abbé de Rebais. Cette église était également le siège d'un prieuré placé sous l'autorité de cette abbaye. L'église Saint-Germain était déjà démolie au milieu du XIXe siècle.
En 1851, la commune était propriétaire d'une école, qui lui avait été donnée en 1820 par les familles Tronchon et Dhuicque. À cette époque, la commune comptait un lavoir et un moulin à vent, et la population vivait exclusivement des activités agricoles.
Durant la Seconde Guerre mondiale, le 2 octobre 1944, un missile balistique V2 s'écrase sur Brégy.

## Politique et administration

### Rattachements administratifs et électoraux

#### Rattachements administratifs
La commune se trouve dans l'arrondissement de Senlis du département de l'Oise.
Elle faisait partie depuis 1802 du canton de Betz. Dans le cadre du redécoupage cantonal de 2014 en France, cette circonscription administrative territoriale a disparu, et le canton n'est plus qu'une circonscription électorale.

#### Rattachements électoraux
Pour les élections départementales, la commune fait partie depuis 2014 du canton de Nanteuil-le-Haudouin
Pour l'élection des députés, elle fait partie de la quatrième circonscription de l'Oise.

### Intercommunalité
Brégy est membre de la communauté de communes du Pays de Valois, un établissement public de coopération intercommunale (EPCI) à fiscalité propre créé fin 1996 et auquel la commune a transféré un certain nombre de ses compétences, dans les conditions déterminées par le code général des collectivités territoriales.

### Liste des maires
| Période                                  | Période                       | Identité                 | Étiquette | Qualité                                                                       |
| ---------------------------------------- | ----------------------------- | ------------------------ | --------- | ----------------------------------------------------------------------------- |
| Les données manquantes sont à compléter. |                               |                          |           |                                                                               |
| avant 1951                               |                               | René Émile Joseph Daudry |           |                                                                               |
| avant 1967                               |                               | Michel Haquin            |           |                                                                               |
| avant 1981                               |                               | Robert Besnard           |           |                                                                               |
| Les données manquantes sont à compléter. |                               |                          |           |                                                                               |
| 1989                                     | En cours (au 2 décembre 2020) | Benoit Haquin            |           | Agriculteur Président de la CCPV (2014 →2020) Réélu pour le mandat 2020-2026, |

## Équipements et services publics

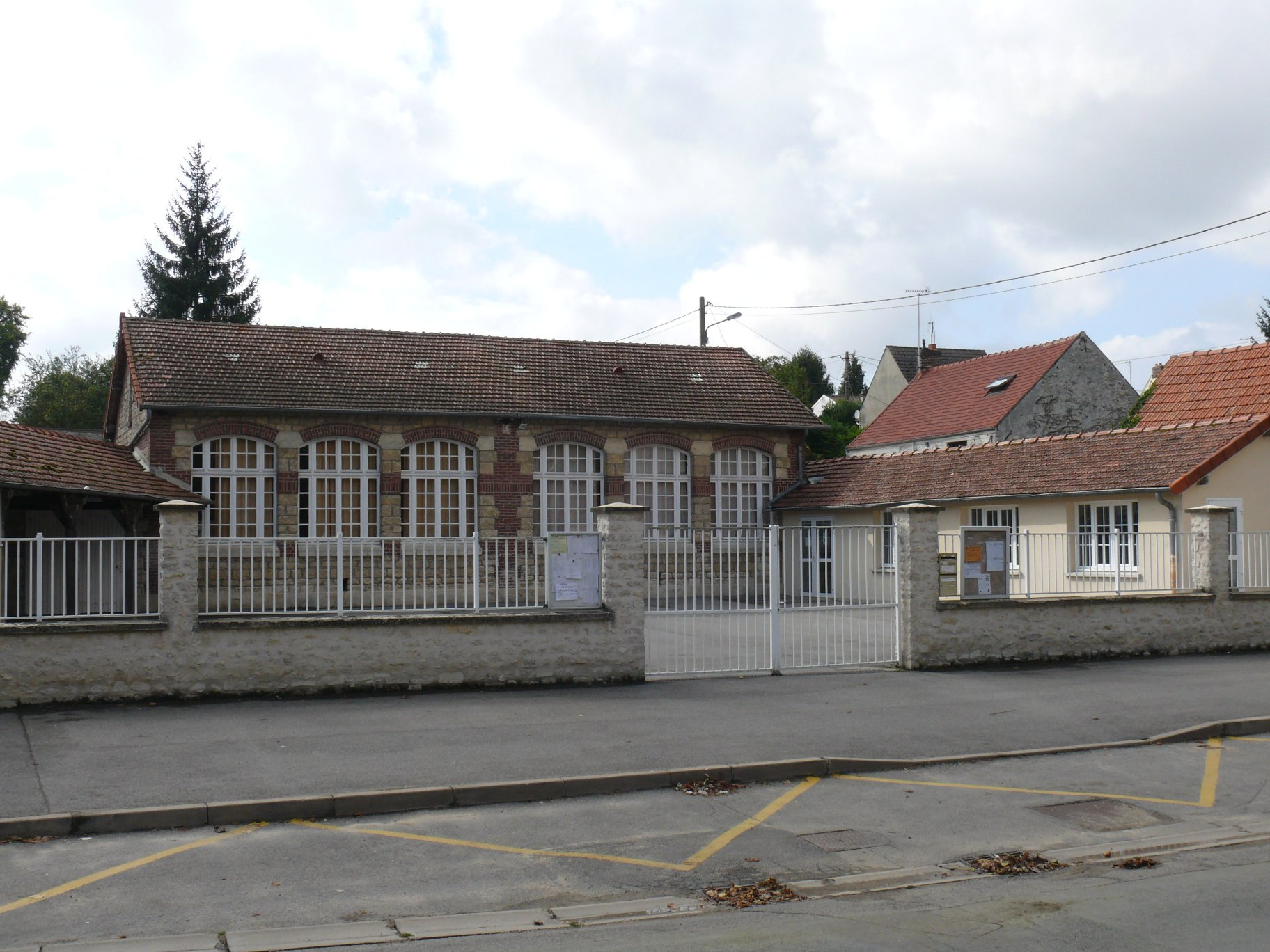
L'école.

### Justice, sécurité, secours et défense
Le  centre de première intervention (CPI) de Brégy, animé par des pompiers volontaires, a été dissout le 1er janvier 2019 et la défense contre l'incendie est depuis assuré par les pompiers professionnels du Service départemental d'incendie et de secours (SDIS) de l'Oise.
Le CPI, qui ne parvenait plus à trouver de pompiers volontaires en nombre suffisants, avait été créé en 1878, voire dès le milieu du XIXe siècle, et a compté jusqu'à 17 pompiers,.

## Population et société

### Démographie

#### Évolution démographique
L'évolution du nombre d'habitants est connue à travers les recensements de la population effectués dans la commune depuis 1793. Pour les communes de moins de 10 000 habitants, une enquête de recensement portant sur toute la population est réalisée tous les cinq ans, les populations de référence des années intermédiaires étant quant à elles estimées par interpolation ou extrapolation. Pour la commune, le premier recensement exhaustif entrant dans le cadre du nouveau dispositif a été réalisé en 2007.

En 2022, la commune comptait 638 habitants, en évolution de +2,74 % par rapport à 2016 (Oise : +0,87 %, France hors Mayotte : +2,11 %).
| 1793 | 1800 | 1806 | 1821 | 1831 | 1836 | 1841 | 1846 | 1851 |
| ---- | ---- | ---- | ---- | ---- | ---- | ---- | ---- | ---- |
| 567  | 552  | 551  | 618  | 596  | 574  | 555  | 611  | 673  |

| 1856 | 1861 | 1866 | 1872 | 1876 | 1881 | 1886 | 1891 | 1896 |
| ---- | ---- | ---- | ---- | ---- | ---- | ---- | ---- | ---- |
| 581  | 583  | 538  | 566  | 573  | 656  | 629  | 548  | 532  |

| 1901 | 1906 | 1911 | 1921 | 1926 | 1931 | 1936 | 1946 | 1954 |
| ---- | ---- | ---- | ---- | ---- | ---- | ---- | ---- | ---- |
| 491  | 471  | 501  | 439  | 475  | 483  | 438  | 452  | 409  |

| 1962 | 1968 | 1975 | 1982 | 1990 | 1999 | 2006 | 2007 | 2012 |
| ---- | ---- | ---- | ---- | ---- | ---- | ---- | ---- | ---- |
| 406  | 436  | 422  | 421  | 461  | 483  | 550  | 560  | 588  |

| 2017 | 2022 | - | - | - | - | - | - | - |
| ---- | ---- | - | - | - | - | - | - | - |
| 636  | 638  | - | - | - | - | - | - | - |

#### Pyramide des âges
La population de la commune est relativement jeune.
En 2018, le taux de personnes d'un âge inférieur à 30 ans s'élève à 41,1 %, soit au-dessus de la moyenne départementale (37,3 %). À l'inverse, le taux de personnes d'âge supérieur à 60 ans est de 15,5 % la même année, alors qu'il est de 22,8 % au niveau départemental.
En 2018, la commune comptait 323 hommes pour 325 femmes, soit un taux de 50,15 % de femmes, légèrement inférieur au taux départemental (51,11 %).
Les pyramides des âges de la commune et du département s'établissent comme suit.
| Hommes | Classe d’âge | Femmes |
| ------ | ------------ | ------ |
| 0,0    | 90 ou +      | 0,0    |
| 2,2    | 75-89 ans    | 4,1    |
| 14,6   | 60-74 ans    | 10,1   |
| 19,3   | 45-59 ans    | 22,9   |
| 23,0   | 30-44 ans    | 21,6   |
| 18,0   | 15-29 ans    | 19,4   |
| 23,0   | 0-14 ans     | 21,9   |

| Hommes | Classe d’âge | Femmes |
| ------ | ------------ | ------ |
| 0,5    | 90 ou +      | 1,4    |
| 5,5    | 75-89 ans    | 7,6    |
| 15,6   | 60-74 ans    | 16,3   |
| 20,8   | 45-59 ans    | 20     |
| 19,4   | 30-44 ans    | 19,4   |
| 17,6   | 15-29 ans    | 16,2   |
| 20,6   | 0-14 ans     | 19,1   |

### Économie
Le fabricant de matériels sanitaires SFA, avec ses filiales TSE (plasturgie) et Motelec (moteurs électriques) est implanté dans la commune depuis 1958. En 2016, il emploie entre 250 et 300 salariés
.

## Culture locale et patrimoine

### Lieux et monuments
- La mairie, dont le fronton mentionne la date de 1876.
- L'église Saint-Pierre, dont les parties les plus anciennes datent du XIIe siècle, est de style roman et comporte deux nefs contiguës. L'abside remonte au XVIe siècle, ainsi que la nef sud, dont les ogives à profil prismatique retombent sur des piles circulaires construites en sous-œuvre à l'emplacement du mur gouttereau sud de la nef primitive.
À l'est, une composition pittoresque du XIXe siècle  en plâtre, est dédiée à la Vierge, qu'encadrent saint Joseph et sainte Anne. Au-dessous se trouve  un bel autel du XVIIe siècle[27]

L'église Saint-Pierre
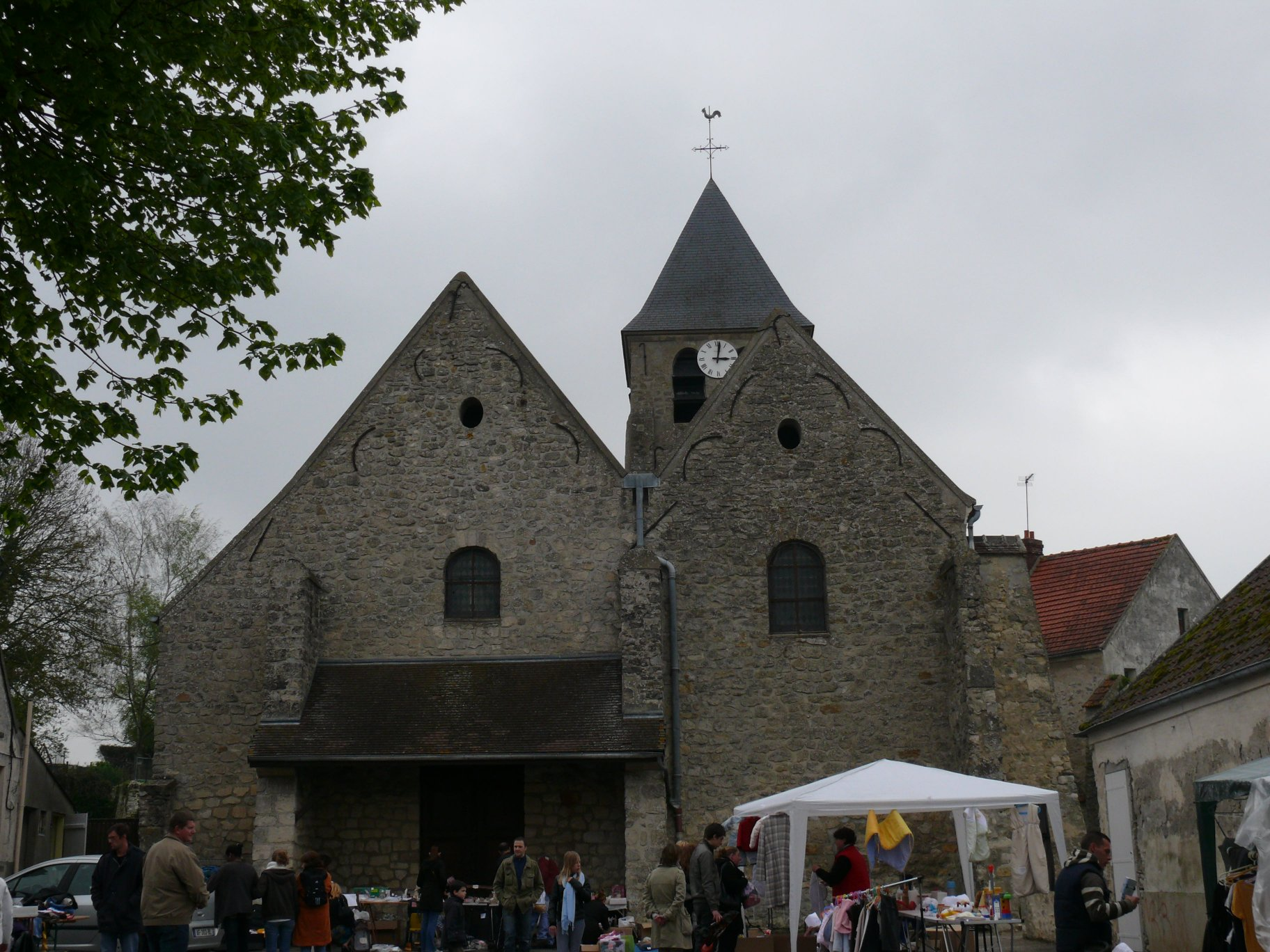
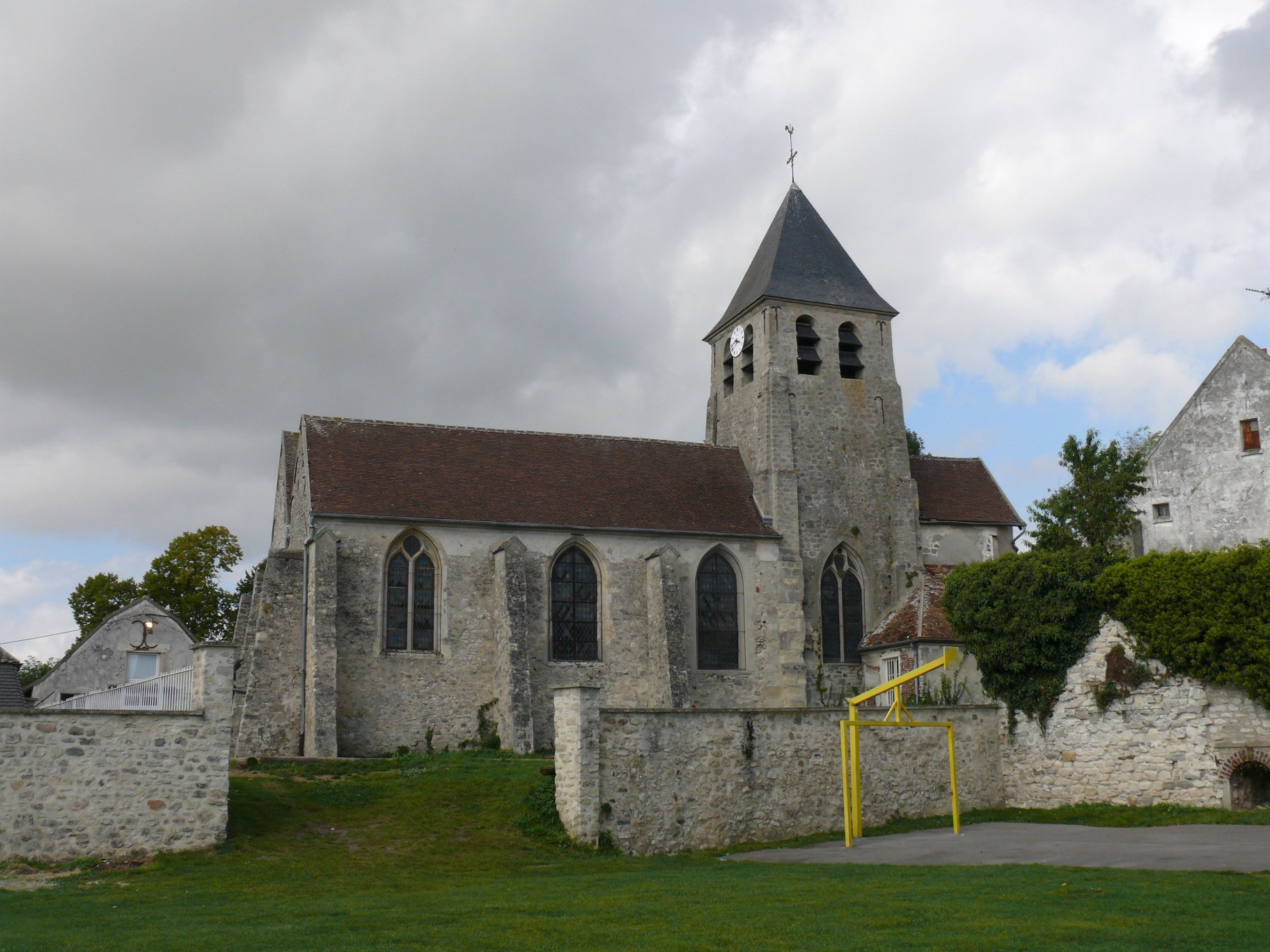

### Personnalités liées à la commune
- Jean Gorgias, dit Pore-epi, était propriétaire de Brégy au XVe siècle. Celui-ci était en même temps seigneur de Lévignen. Au XIXe siècle, on voyait dans le chœur de l'église Saint-Germain une inscription portant que dans l'année 1546 Urbain de Gorgias avait fait réparer cet édifice. Les armes du même étaient à une verrière de la chapelle de la Vierge[1].
- Le marquis de Girardin d'Ermenonville possédait  la seigneurie de Brégy. Il exerçait la boute justice[1].